# Loi sur les coopératives
La loi sur les coopératives est une réforme économique majeure mise en œuvre en Union soviétique pendant les réformes de la perestroïka et de la glasnost du secrétaire général Mikhaïl Gorbatchev. Il a été mis en œuvre en mai 1988, autorisait les coopératives indépendantes de travailleurs à opérer en Union soviétique, par opposition aux seules entreprises d'État, et donnait des directives sur la façon dont ces coopératives devaient être gérées. Alors qu'à l'origine la loi imposait des impôts élevés et des restrictions à l'emploi, elle a finalement été révisée afin de ne pas décourager l'activité au sein du secteur privé.